# Le Dingue
Pour plus de détails, voir Fiche technique et Distribution.
Le Dingue est un film français réalisé par Daniel Daert et sorti en 1973.

## Synopsis
Deux jeunes délinquants s'enfuient d'une maison de redressement, traversent la France avec une traction avant (Citroën) et vivent de larcins faits ici ou là d'une manière très loufoque...la police est à leurs trousses, l'amour pour l'un d'eux sur leur chemin, mais le drame aussi.

## Fiche technique
- Titre : Le Dingue
- Réalisateur : Daniel Daert
- Scénario : Daniel Daert
- Photographie : Daniel Daert
- Musique : Vladimir Cosma
- Décors : Jacques Flamand
- Son : Lucien Yvonnet
- Pays de production : France
- Genre : Comédie
- Durée : 90 minutes
- Date de sortie : 
  - France : 10 mai 1973

## Distribution
- Georges Guéret
- Michel Creton : Pierrot
- Christian Baltauss : Boris
- Jean-Henri Chambois
- Philippe Bellay
- Gérard Dessalles
- Jacques Nolot
- Jacques Insermini
- Janick Boiron
- Marie-France Broquet
- Catherine Cavelier
- Annick Cholet
- Gérard Dornay
- Marc Monflier
- Alain Park
- Francine Touflan